# Greenville (Ohio)
Greenville település az Amerikai Egyesült Államok Ohio államában, Darke megyében, melynek megyeszékhelye is. Lakosainak száma 12 786 fő (2020. április 1.).

## Népesség
A település népességének változása:

| 2010 | 13 227 |
| 2020 | 12 786 |